# Luka Babić
Luka Babić (Split, 29 de septiembre de 1991) es un baloncestista croata que actualmente forma parte de la plantilla del KK Split de la Liga Croata de Baloncesto. Con 2,01 metros de estatura, juega en la posición de alero.

## Trayectoria deportiva
Comenzó su carrera deportiva en las categorías inferiores del equipo de su ciudad natal, el KK Split, llegando al primer equipo en 2008, aunque únicamente disputó un partido. Ya al año siguiente participó en doce encuentros de la liga croata, en los que promedió 4,2 puntos y 1,9 rebotes.
En el verano de 2012 se hizo oficial su fichaje por cuatro temporadas con el KK Cedevita, equipo al que pertenece en la actualidad. Ha ganado desde entonces  tres ligas y tres Copas de Croacia, en las tres últimas temporadas. El último año promedió 8,6 puntos , 4,4 tebotes y 2,5 asistencias por partido.
En febrero de 2021, regresa al KK Split de la Liga Croata de Baloncesto.

### Selección nacional
Participó en su etapa juvenil en los Mundiales Sub-19 de Nueva Zelanda 2009 con la selección nacional, y ya con la absoluta lo hizo en la Copa Mundial de Baloncesto de 2014 celebrada en España, donde acabaron en décima posición. Babić participó únicamente en dos partidos, promediando 3,5 puntos.